# Falciot cuaespinós de la Cotxinxina
El falciot cuaespinós de la Cotxinxina (Hirundapus cochinchinensis) és una espècie d'ocell de la família dels apòdids (Apodidae) que habita zones boscoses i obertes de Nepal, est de l'Índia, Myanmar, sud-est de la Xina, Hainan, Taiwan i Indoxina. En hivern arriba fins a la Península Malaia i Sumatra.